# Pachyanthidium paulinieri
Pachyanthidium paulinieri är en biart som först beskrevs av Guérin-Méneville 1845.  Pachyanthidium paulinieri ingår i släktet Pachyanthidium och familjen buksamlarbin. Inga underarter finns listade i Catalogue of Life.